# Edivaldo Holanda
Edivaldo de Holanda Braga (São João do Rio do Peixe, 31 de dezembro de 1946) é um advogado, empresário e político brasileiro filiado ao Partido Social Democrático (PSD), outrora deputado federal pelo Maranhão.

## Dados biográficos
Filho de Linésio de Holanda Cavalcanti e Honorina de Holanda Braga. Advogado formado na Universidade Federal do Maranhão, tem graduação em Administração Pública Governamental pela Universidade de Miami. Eleito vereador de São Luís pela ARENA em 1976, migrou para o PDS com a restauração do pluripartidarismo em 1980 e no ano seguinte foi escolhido presidente da Câmara Municipal. Em sua nova legenda elegeu-se primeiro suplente de deputado estadual em 1982, mas exerceu o mandato durante a maior parte da legislatura quando o governador Luís Rocha nomeou Mauro Fecury prefeito da capital maranhense. Investido na condição de parlamentar, Edivaldo Holanda representou seu estado como delegado da Assembleia Legislativa do Maranhão no Colégio Eleitoral onde foi eleitor de Tancredo Neves em 1985.
Eleito suplente de deputado federal via PFL em 1986, foi convocado quando o governador Epitácio Cafeteira nomeou Sarney Filho para a Secretaria de Assuntos Políticos. Graças a esse fato, Edivaldo Holanda participou da Assembleia Nacional Constituinte responsável pela Carta Magna de 1988, mesmo ano onde perdeu a eleição para prefeito de São Luís via PL.
Embora tenha perdido a eleição para deputado estadual via PSC em 1990 e para vice-prefeito de São Luís na chapa de Jaime Santana em 1992, permaneceu na legenda durante treze anos. Não obstante sua passagem como adversário político de Conceição Andrade, quando esta foi prefeita da capital maranhense nomeou Edivaldo Holanda como assessor político e depois o fez presidente do Instituto de Previdência do Município e por fim secretário municipal de Governo em São Luís. Afastado da política durante alguns anos, assumiu o diretório estadual do PTC e embora tenha perdido a disputa para prefeito da capital maranhense em 2004, venceu as eleições para deputado estadual em 2006 e 2014.

## Herdeiro político
Seu filho, Edivaldo Holanda Júnior, elegeu-se vereador na capital maranhense em 2004 e 2008, deputado federal em 2010 e prefeito de São Luís em 2012 e 2016.